# Güssinger Mineralwasser

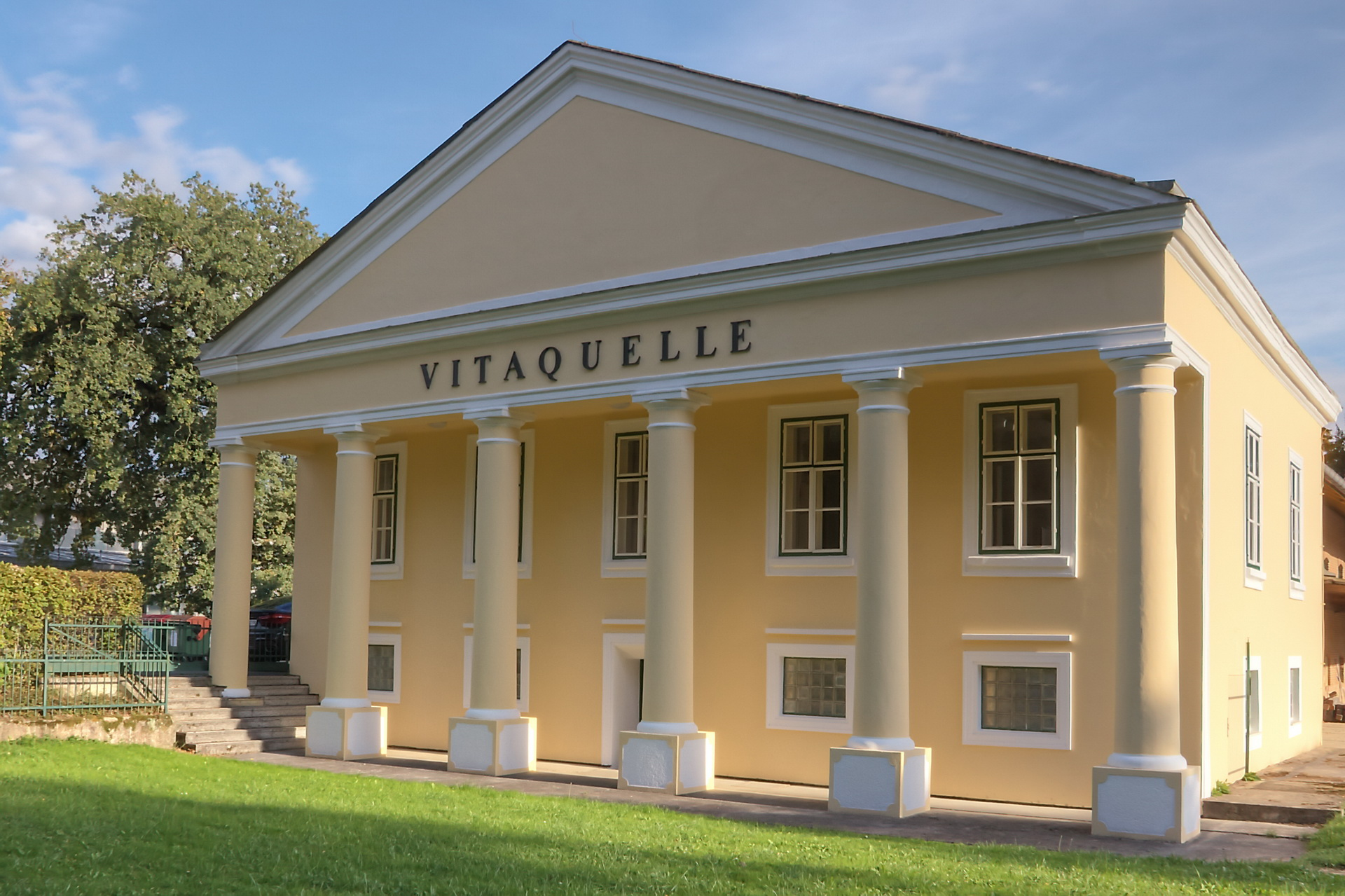
Quellenhaus in Sulz

Güssinger Mineralwasser war eine österreichische Mineralwassermarke der Güssinger Beverages & Mineralwater GmbH, mit Sitz in Gerersdorf-Sulz im Bezirk Güssing im Burgenland. Die Quelle war in der Zeit des Vormärz Teil einer Kur- und Badeanlage und ist als Vitaquelle bekannt. Nach wirtschaftlichen Schwierigkeiten und mehreren Eigentümerwechseln ab dem Jahr 2000 meldete das Unternehmen 2019 Insolvenz an. Die Marke zählte zu den bekanntesten Mineralwassermarken Österreichs.

## Quellgeschichte
Nach einem Fund einer mit Nymphen verzierten Steinplatte aus der Zeit von Kaiser Augustus zu schließen, wurde die Quelle bereits um Christi Geburt als Trink- und vielleicht auch als Badebrunnen verwendet.
In der ersten urkundlichen Erwähnung des Ortes Sulz im Jahr 1388 wird dieser mit dem Namen „kwasfalva“ – was Dorf der Trinkgefäße bedeutet – bezeichnet. Es wird daher auch angenommen, dass es sich bei der Vitaquelle um eine der ältesten Heilquellen Österreich handelt.
Im Jahr 1460 wird das Dorf Sós Kut (Salzbrunnen), im Jahr 1779 savanyo vizi kut (Sauerwasserbrunnen) genannt.
Die römische Steinplatte wurde im Zuge der Freilegung der Quelle im Jahr 1815 gefunden, als sich die Witwe des Grafen György Festetics auf ihrem Gut in Sulz mit dem Kastell Festetics ein Badehaus errichten ließ. Zu dieser Zeit wurde die Quelle erstmals als Vitaquelle bezeichnet. Der Apotheker Franz Mittermayr, der zu dieser Zeit lebte, führte erste Quellenanalysen durch und stellte dabei unter anderem fest: Mit Wein braust es ziemlich auf und gibt ein erfrischendes Getränk. Von diesem stammen auch Beschreibungen der Badeanstalt, die sich großer Beliebtheit erfreut haben soll, da sie mit zahlreichen Bequemlichkeiten, wie Tanzsaal oder Billardzimmer, geschmackvoll eingerichtet gewesen sein soll.
Im Laufe des 19. Jahrhunderts wurde das Wasser weiter untersucht und reihten es qualitativ in die Klasse von den europaweit bekannten Selters- oder Johanneswasser ein.

## Unternehmensgeschichte
Im Jahr 1904 wurden die Sulzer Quellen von dem Wiener Mineralwasserhändler Samuel Unger gekauft, nachdem sie vorher einige Male den Besitzer wechselten. Da das Bad aber mit der Eisenbahn schlecht erreichbar war, legte er dieses still und konzentrierte sich auf den Wasserverkauf. Es wurde danach einige Male versucht das Bad wieder zu eröffnen. Der Zweite Weltkrieg bedeutete aber das endgültige Aus.
Mitte der 1950er Jahre erwarb die Montana AG für Bergbau, Industrie und Handel den gesamten Betrieb und führte diesen unter Güssinger-Vitaquellen-Mineralwasser AG und konnte den Mineralwasserverkauf stark erhöhen. In den Jahren von 1958 bis 1968 konnte der Ausstoß von rund 500.000 Liter auf 6.000.000 Liter pro Jahr steigern. Im Jahr 1968 wurden die Lager und Produktionshallen neu errichtet.
Anfang der 1970er Jahre wurde das Unternehmen von der Brauerei Schwechat übernommen, die 1975 auch die Abfüllung der Severinquelle übernahm. Im Jahr 1978 bekam Güssinger Mineralwasser die Staatliche Auszeichnung, nachdem der Ausstoß kontinuierlich bis auf 20 Millionen Liter erweitert wurde. Mit der Eingliederung der Schwechater Brauerei in der Brau AG, kam auch dieses Unternehmen in deren Besitz. Güssinger bekam mit Gasteiner Mineralwasser, das auch schon zur Brau AG gehörte einen weiteren internen Mitbewerber.
Unter den neuen Eigentümern hatte das Unternehmen, das 1982 aus einer Aktiengesellschaft in eine Gesellschaft mit beschränkter Haftung umgewandelt wurde, mit starken Umsatzeinbußen zu kämpfen, der erst Mitte der 1980er Jahre wieder erhöht werden konnte. Anfang der 1990er Jahre lag Güssinger mit einer Vermarktung von 30 Millionen Litern jährlich gemeinsam mit Gasteiner hinter Römerquelle und Vöslauer an dritter Stelle in Österreich.
Im Jahr 2000 ging der Ausstoß dramatisch zurück, sodass die Güssinger Mineralwasser GesmbH in wirtschaftliche Schwierigkeiten geriet und 2002 von der Brau AG an Aqua Montana Getränke Import GmbH, einem deutsch-italienischen Mineralwasser-Vertriebsunternehmen verkauft wurde. Das Betriebsergebnis konnte aber auch vom neuen Eigentümer nicht verbessert werden, so dass Anfang 2004 der Konkurs angemeldet werden musste.
Neuer Eigentümer wurde im November 2004 die Abdel Hadi Abdullah Al-Qahtani & Sons Co., ein saudi-arabischer Mischkonzern, der weltweit 4.000 Mitarbeiter in verschiedenen Branchen beschäftigt. Das Sulzer Unternehmen firmiert seither unter Güssinger Beverages & Mineralwater GmbH.
Von 2012 bis zur Insolvenz 2019 gehörte das Unternehmen der E & A Beteiligungs GmbH mit Sitz in Wien, womit Güssinger damit wieder zu 100 Prozent in österreichischer Hand war.
Im Dezember 2019 musste das Unternehmen Insolvenz anmelden. Betroffen sind davon 17 Mitarbeiter und 120 Gläubiger. Begründet wurde die Insolvenz mit dem Entfall von Hofer KG ab August 2019 als Kunden, mit dem Güssinger 80 % des Umsatzes machte, sowie einem veralteten Maschinenpark. Geplant war nach einer kurzen Betriebspause und einer Quote von 20 % eine Weiterführung des Unternehmens.
Am 20. Dezember 2019 berichtet Bernt Koschuh auf orf.at über den erbitterten Streit der zwei Eigentümer des Unternehmens. Der Mehrheitseigentümer K. ist russischstämmiger Österreicher, der andere, S., Geschäftsführer einer Firma mit Sitz in London ist Bulgare, beide pflegten Kontakte zu Politikern der FPÖ, der erste zu Johann Gudenus, der zweite zu Barbara Kappel. Einzelne Personen in Justiz, Staatsanwaltschaft und ermittelnde Sonderkommission Ibiza glauben, dass es, als die vermeintliche Oligarchennichte im Ibiza-Video (2017) fragte, ob eine "Privatisierung von Wasser in Österreich" möglich wäre, um Güssinger ging.
Da im März 2020 noch keine Mittel für eine Modernisierung einlangte, scheiterte vorerst angestrebte Sanierung des Unternehmens.
Nachdem die Sanierung gescheitert ist, wurde das Inventar auf der österreichischen Auktionsplattform Aurena.at versteigert.
Das Land Burgenland möchte den Produktionsstandort und berät mit potenziellen Investoren und der Masseverwalterin. Eine für Montag, 20. Dezember 2021 angesetzte Zwangsversteigerung der Liegenschaft samt Quelle und Marke wurde abgesagt.

## Chemische Zusammensetzung
| Güssinger        | Güssinger            |
| Inhaltsstoff     | Milligramm pro Liter |
| Kationen         | Kationen             |
| ---------------- | -------------------- |
| Kalzium          | 114,60               |
| Magnesium        | 24,55                |
| Natrium          | 292,20               |
| Anionen          |                      |
| Chlorid          | 126,60               |
| Hydrogencarbonat | 1049,50              |
| Spurenelemente   |                      |
| Fluorid          | 0,66                 |
| Iodid            | 0,05                 |